# 大圣多明我堂
40°50′55″N 14°15′16″E / 40.848731°N 14.254407°E

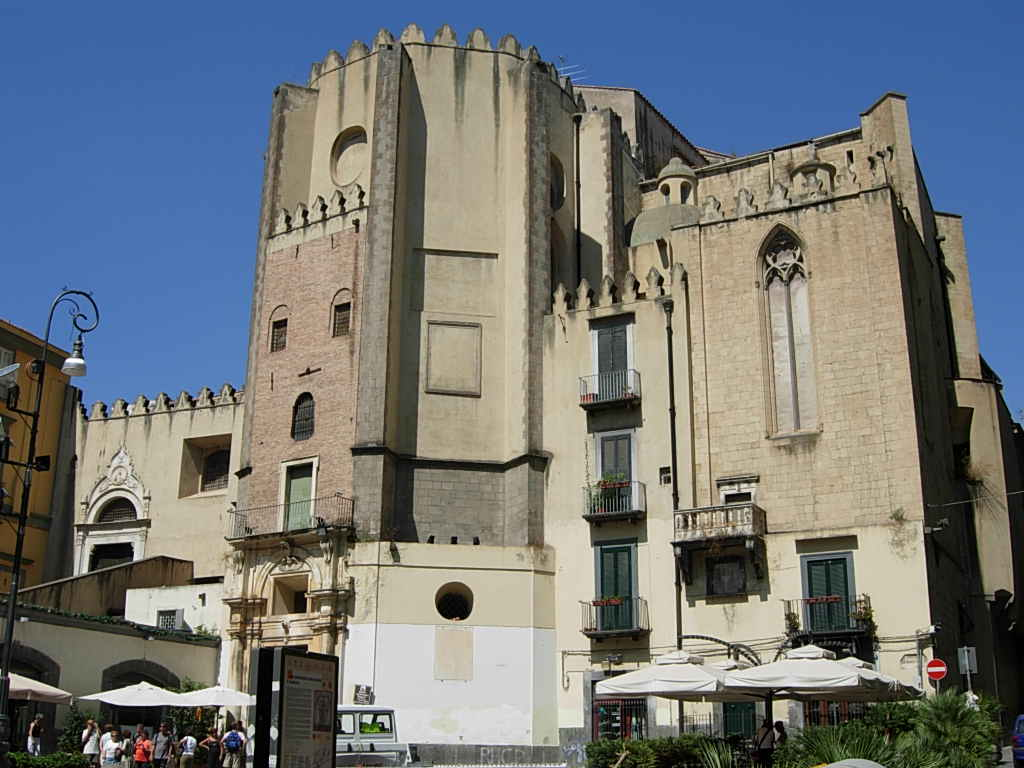
圣多梅尼科马焦雷教堂

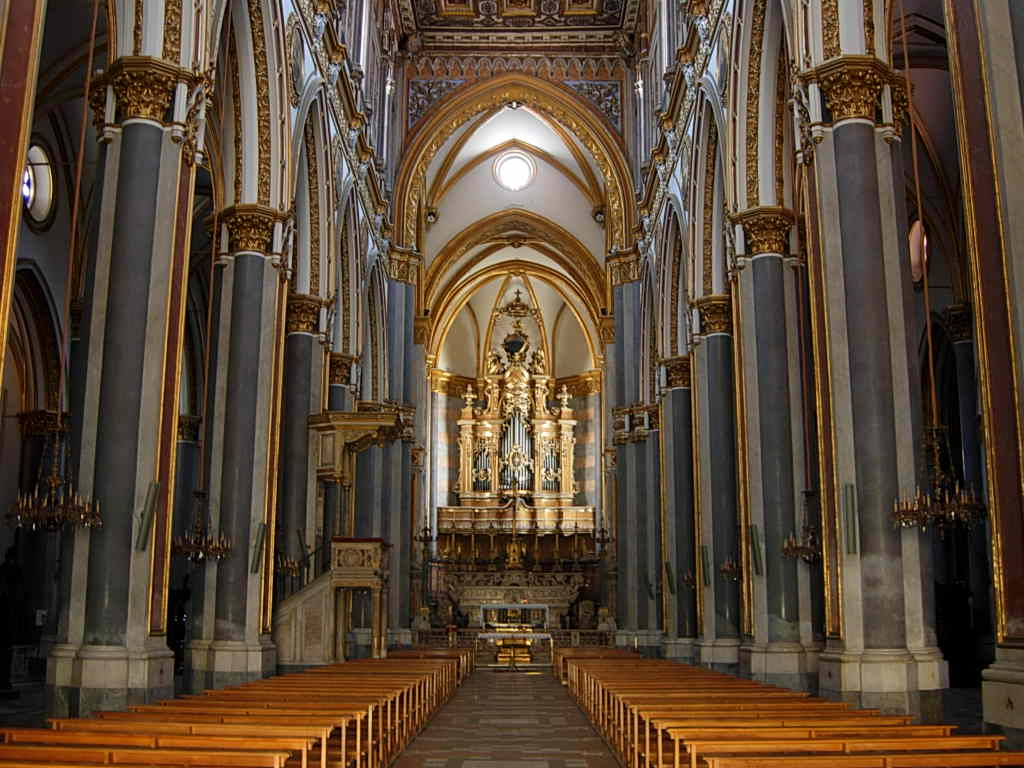
内部

圣多梅尼科马焦雷教堂（Chiesa di San Domenico Maggiore）是意大利南部城市那不勒斯古城区的一座教堂，位于同名的圣多梅尼科马焦雷广场。广场中间是一座方尖碑，顶部是多明我会创始人圣多明我的雕像，在1656年瘟疫后竖立，由那不勒斯第一位波旁王朝君主卡洛斯三世完成于1737年。

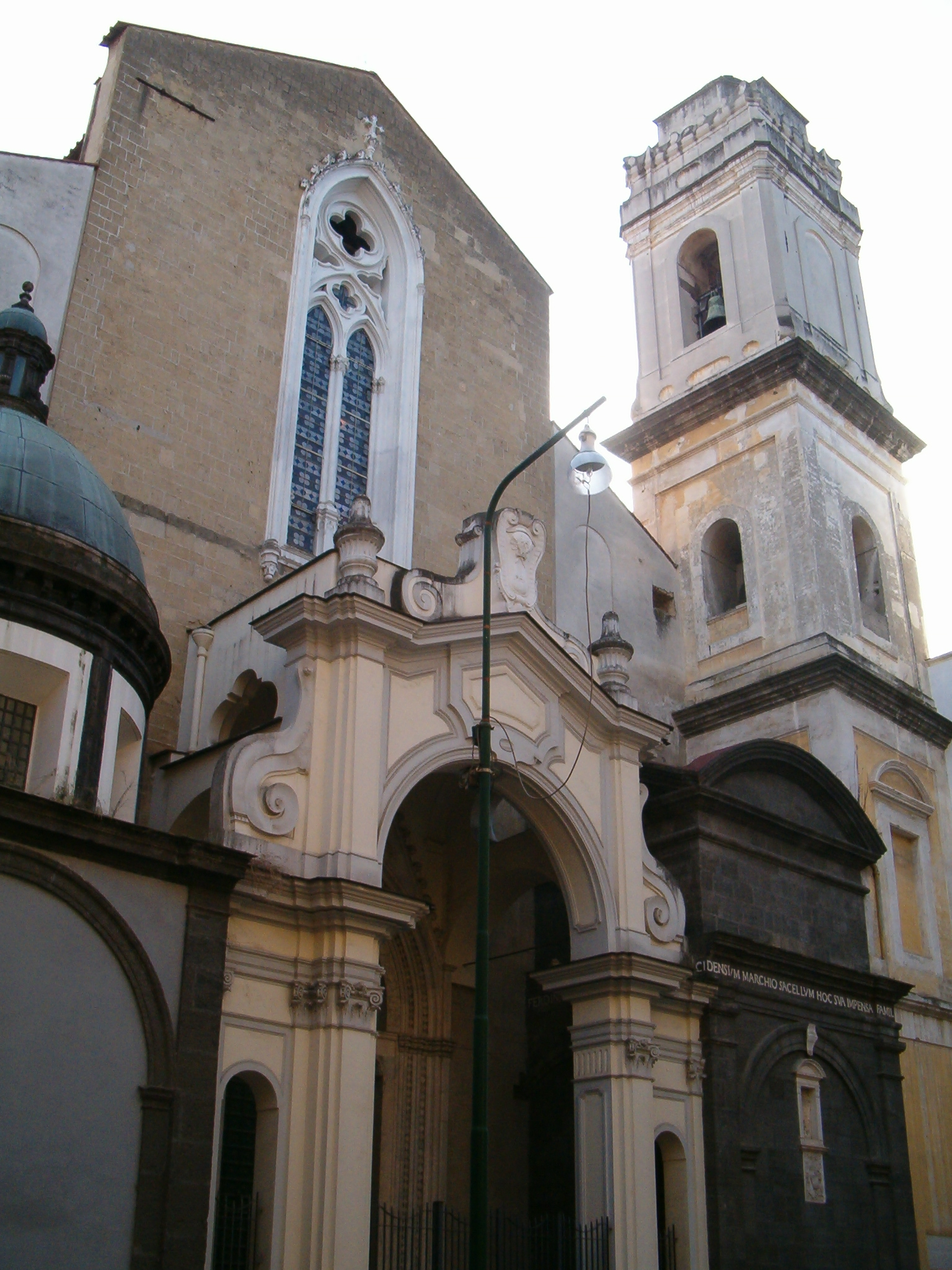
立面

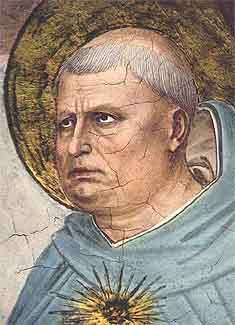
托马斯阿奎那

此处原有10世纪所建一座小教堂，1283年卡洛斯二世开始新建大教堂，1324年完成，1670年又改建为巴洛克式。19世纪，教堂再度恢复为起初的哥特式。那不勒斯大学曾设在附属的修道院，托马斯阿奎那曾修道，1272年在此讲学，乔尔达诺·布鲁诺曾在此学习。